# Age of Wonders III
Age of Wonders III é um jogo de estratégia por turnos 4X desenvolvido e publicado pela Triumph Studios. É o quarto jogo da série Age of Wonders, tendo sido lançado em 31 de março de 2014 para Microsoft Windows. Em 14 de abril de 2015 foram lançadas conversões para Linux e OS X.
O jogo se passa em um ambiente de alta fantasia, onde jogadores assumem o papel de líderes para explorar o mundo, interagindo com outras raças e reinos, diplomaticamente ou através de guerra, enquanto progressivamente expandem e gerenciam seus próprios impérios.

## Jogabilidade
Age of Wonders III, como os seus antecessores, é um jogo de estratégia por turnos em um universo de alta fantasia, onde o jogador assume o papel de um líder político-militar. A jogabilidade é baseada em 4X (explorar, expandir, extrair, e exterminar), onde jogadores exploram o mundo, evoluindo seus impérios através de colonização, guerra, e diplomacia com reinos rivais. Entretanto, uma novidade neste título é a adição de características de RPG, onde jogadores primeiro escolhem como personalizar seus líderes, com opções dependendo do estilo de jogo do jogador. Seis raças estavam disponíveis no lançamento inicial, cada uma com características e habilidades únicas. O líder e o império ainda podem ser modificados com escolhas baseadas em habilidades de classes de RPG tradicionais, além de especializações. Cada classe de líder também tem acesso a unidades únicas, com visuais distintos em cada raça, adaptadas para suas abordagens em estratégia de combate e gerenciamento.
Em seu lançamento, seis classes de líder estavam disponíveis:
- Sorcerer: possui ênfase no uso de magias para encantamentos e convocação de poderosas unidades[9]
- Theocrat: controla uma sociedade organizada baseada em religião, incluindo fanáticos e o uso de magias e guerreiros sagrados[10]
- Rogue: favorece abordagens menos diretas, utilizando-se de táticas stealth, furto, e manipulação, assim como magia negra para uso tanto na diplomacia quanto na guerra[11]
- Archdruid: canaliza o poder da natureza, usando-a para sua vantagem através da auto-suficiência e da convocação de criaturas selvagens[12]
- Dreadnought: lidera uma sociedade steampunk, usando gigantescas indústrias, máquinas, e unidades focadas em pólvora, como canhões e tanques[13]
- Warlord: especializado em conflitos diretos e táticas de combate, utilizando habilidades e unidades não mágicas efetivas[14]

Os líderes e algumas unidades heróicas recrutáveis podem ganhar experiência e subir de nível, podendo receber novos equipamentos e poderes. Os jogadores também podem desenvolver alinhamento entre o bem e o mal baseado nas ações tomadas e nas culturas que são absorvidas por seus impérios.
As cidades produzem grande parte dos recursos, infraestrutura, e capacidade de recrutamento de unidades, utilização de magias e pesquisa, necessitando de ouro, mana ou "pontos de pesquisa" recebidos através de exploração e da prosperidade da cidade em si. Missões podem ser oferecidas aos jogadores por forças e cidades independentes, e as recompensas incluem ouro, equipamento, ou o apoio destas cidades.

## Desenvolvimento
Seguindo um relançamento da série original, Age of Wonders III foi anunciado em 6 de fevereiro de 2013, com o desenvolvimento tendo iniciado em 2010. Parte do desenvolvimento envolveu o uso de atualizações recorrentes e a solicitação de comentários no fórum oficial, permitindo que a comunidade se envolvesse nos testes do jogo.

### Lançamento
Apesar de originalmente planejado para o final de 2013, o jogo foi adiado para o início de 2014. O lançamento ocorreu em 31 de março de 2014, predominantemente através de distribuição digital, em lojas como Steam e GOG.com. Cópias físicas limitadas foram planejadas para venda em lojas na Europa, e uma versão limitada para colecionadores chegou a conter uma estatueta, trilha sonora, e códigos de conteúdo digital.

### Expansões

#### Golden Realms
A primeira expansão do jogo foi a Golden Realms, anunciada em 21 de agosto de 2014 e lançada em 18 de setembro do mesmo ano como conteúdo digital. A expansão trouxe novos locais e unidades não controladas pelos jogadores, assim como dois cenários independentes e novas estruturas de defesa para todas as raças. Novas especializações e melhorias foram adicionadas, e um novo modo chamado Seals of Power foi criado.

#### Eternal Lords
A segunda expansão, intitulada Eternal Lods, foi lançada digitalmente em 14 de abril de 2015, um ano após o lançamento do jogo original. Adições incluem uma nova classe, Necromancer, novas especializações, e duas novas raças: Frostling e Tigran. Uma nova campanha sobre a história do reino Frostling foi incorporada aos novos elementos, dando aos jogadores escolhas durante o desenrolar da história.

## Recepção
Age of Wonders III recebeu críticas positivas no lançamento. Adam Smith, da Rock, Paper, Shotgun, disse que o jogo foi "construído de maneira sólida", elogiando as opções de personalização, o gerador de mapas, e o sistema de batalha. Maxwell McGee, da GameSpot, também elogiou o combate, dizendo que "é onde o jogo realmente brilha" e afirmando que era "taticamente gratificante", mas criticou a versão inicial das raças, suas unidades e quão semelhantes eram seus estilos de jogo. Colin Campell, da Polygon, elogiou o grau de estratégia na jogabilidade, afirmando que este era "realmente um grande jogo de estratégia; o cérebro é um componente não opcional para alcançar a vitória", mencionando os níveis adaptáveis de dificuldade e os eventos que ocorrem durante as partidas.
Richard Cobbett, da PC Gamer, comentou sobre a simplificação da jogabilidade, apesar de ainda assim não o considerar um jogo fácil, e fazendo algumas comparações com o Civilization V. Joe Robinson, da Strategy Informer, também o comparou com Civilization V, mas achou que ele era "mais creativo". Rowan Kaiser, da IGN, não gostou do modo campanha devido aos "mapas muito longos, com condições de derrota instantânea", preferindo os "pequenos mapas, que forçam batalhas mais táticas."
Recepção da expansão Golden Realms também foi positiva, com uma avaliação média de 82/100 no Metacritic. Tom Chick, da Quarter to Three, elogiou a adição da raça Halfing e sua jogabilidade única.
Similarmente, a expansão Eternal Lords foi recebida positivamente, com nota 80/100 no Metacritic. Daniel Starkey, da GameSpot, elogiou os elementos de RPG, as novas raças e classe, e a variedade que adicionaram ao jogo, afirmando que a expansão era "excelente", apesar de referenciar outra avaliação da GameSpot, reiterando que a expansão "ainda carrega alguns problemas do jogo original".
Até março de 2016, Age of Wonders III havia vendido 500,000 cópias.